# ニオノ圏
ニオノ圏（ニオノけん、フランス語：Cercle de Niono）は、マリ共和国の地方行政区画でセグー州を構成する圏のひとつ。行政の中心地はニオノにおかれる。下級単位のコミューンは12団体あり、2009年の統計で人口は365,443人を数える。

## コミューン
ニオノ圏には以下のコミューンがある。
- ディアバリー（fr:Diabaly）
- ドゴフリー (ニオノ圏)（fr:Dogofry (Niono)）
- カラ＝シグーダ（fr:Kala-Siguida）
- マリコ（fr:Mariko (Mali)）
- ナムパラリ（fr:Nampalari）
- ニオノ（fr:Niono）
- ポゴ (マリ共和国)（fr:Pogo (Mali)）
- シリバラ（fr:Siribala）
- シリフィラ＝ボーンディ（fr:Sirifila-Boundy）
- ソコロ (マリ共和国)（fr:Sokolo）
- トリダガ＝コ（fr:Toridaga-Ko）
- イェレドン・サニオナ（fr:Yeredon Saniona）